# Germán Pezzella
Germán Alejo Pezzella (Bahía Blanca, 27 giugno 1991) è un calciatore argentino, difensore del River Plate e della nazionale argentina, con cui è diventato campione del mondo nel 2022 e campione del Sud America nel 2021 e nel 2024.

## Biografia
Di origini italiane, più precisamente di Frattamaggiore (Napoli), possiede il doppio passaporto.

## Caratteristiche tecniche
Difensore centrale, dotato di un fisico possente. Fa del colpo di testa e della capacità di anticipare l’avversario due dei suoi punti di forza. Destro naturale, porta con sé una buona dose di personalità. È soprannominato El Tanque per la sua forza fisica.

## Carriera

### Club

#### Gli inizi
Inizia a giocare nell'Olimpo prima di essere prelevato dal settore giovanile del River Plate a 14 anni da Néstor Gorosito, che era allora allenatore del River Plate.
È andato in panchina nella partita di Apertura contro l'Huracán, ma non ha giocato. Nonostante questo l'allenatore della prima squadra Ángel Cappa, da cui viene tenuto molto in considerazione, soprattutto per il suo potenziale futuro, gli ha chiesto di recarsi a Salta per iniziare la preparazione con il suo team. Il 2 settembre 2012, durante la partita contro il Colón (SF), mette a segno la sua prima rete nella massima divisione argentina.

#### Real Betis
Nel 2015 si trasferisce in Spagna, al Betis, dove a partire da metà della stagione 2015-2016 diventa un pilastro della difesa biancoverde con cui gioca per due anni.

#### Fiorentina
Il 19 agosto 2017 passa in prestito oneroso da 500.000 euro alla Fiorentina con diritto di riscatto fissato a 10 milioni. Il 27 agosto 2017 fa il suo debutto in Serie A, giocando per intero la partita persa 1-2 contro la Sampdoria. Il 16 settembre successivo sigla la prima rete in Italia, nella vittoria per 2-1 dei viola contro il Bologna. Il 30 maggio 2018 viene acquistato a titolo definitivo dalla Fiorentina. A partire dalla stagione 2018-2019, Pezzella diventa il nuovo capitano della Fiorentina. Durante la sessione estiva di calciomercato della stagione 2021-2022, chiude la sua esperienza italiana, con 131 presenze e 7 reti in campionato.

#### Ritorno al Real Betis
Il 19 agosto 2021 ritorna al Betis, con cui sottoscrive un contratto fino al 30 giugno 2025.

#### Ritorno al River Plate
Il 5 agosto 2024 fa ritorno al River Plate, firmando un contratto fino a dicembre 2027.

### Nazionale
Pezzella ha giocato per la squadra argentina che ha partecipato al Torneo di Tolone nel 2009.
Viene convocato per la prima volta in nazionale maggiore nel 2017 per le partite (decisive) di qualificazione ai Mondiali 2018 contro Perù ed Ecuador, in cui non gioca. Tra l'altro quando si è presentato al centro di allenamento della Nazionale argentina a Ezeiza ha dovuto mostrare un documento per essere riconosciuto. Debutta con l'Albiceleste il mese successivo, alla seconda convocazione in Nazionale, nell'amichevole vinta per 1-0 in trasferta a Mosca contro la Russia. L'11 ottobre 2018 sigla la sua prima rete con l'Albiceleste, nella partita amichevole contro l'Iraq.

## Statistiche

### Presenze e reti nei club
Statistiche aggiornate al 9 agosto 2025
| Stagione           | Squadrai           | Campionato         | Campionato | Campionato | Coppe nazionali | Coppe nazionali | Coppe nazionali | Coppe continentali | Coppe continentali | Coppe continentali | Altre coppe | Altre coppe | Altre coppe | Totale | Totale |
| Stagione           | Squadrai           | Comp               | Pres       | Reti       | Comp            | Pres            | Reti            | Comp               | Pres               | Reti               | Comp        | Pres        | Reti        | Pres   | Reti   |
| ------------------ | ------------------ | ------------------ | ---------- | ---------- | --------------- | --------------- | --------------- | ------------------ | ------------------ | ------------------ | ----------- | ----------- | ----------- | ------ | ------ |
| 2011-2012          | River Plate        | PBN                | 1          | 0          | CA              | 5               | 0               | -                  | -                  | -                  | -           | -           | -           | 6      | 0      |
| 2012-2013          | River Plate        | PD                 | 10         | 1          | CA              | 0               | 0               | -                  | -                  | -                  | -           | -           | -           | 10     | 1      |
| 2013-2014          | River Plate        | PD                 | 15         | 0          | CA              | 1               | 1               | CS                 | 5                  | 0                  | -           | -           | -           | 21     | 1      |
| 2014-2015          | River Plate        | PD                 | 17         | 1          | CA              | 3               | 0               | CS+CL              | 8+4                | 2+0                | RS+SA       | 1+0         | 0           | 33     | 3      |
| 2015-2016          | Betis              | PD                 | 25         | 3          | CR              | 4               | 0               | -                  | -                  | -                  | -           | -           | -           | 29     | 3      |
| 2016-2017          | Betis              | PD                 | 36         | 1          | CR              | 1               | 0               | -                  | -                  | -                  | -           | -           | -           | 37     | 1      |
| 2017-2018          | Fiorentina         | A                  | 34         | 1          | CI              | 1               | 0               | -                  | -                  | -                  | -           | -           | -           | 35     | 1      |
| 2018-2019          | Fiorentina         | A                  | 32         | 2          | CI              | 3               | 0               | -                  | -                  | -                  | -           | -           | -           | 35     | 2      |
| 2019-2020          | Fiorentina         | A                  | 33         | 3          | CI              | 1               | 0               | -                  | -                  | -                  | -           | -           | -           | 34     | 3      |
| 2020-2021          | Fiorentina         | A                  | 32         | 1          | CI              | 1               | 0               | -                  | -                  | -                  | -           | -           | -           | 33     | 1      |
| lug.-ago. 2021     | Fiorentina         | A                  | 0          | 0          | CI              | 1               | 0               | -                  | -                  | -                  | -           | -           | -           | 1      | 0      |
| Totale Fiorentina  | Totale Fiorentina  | Totale Fiorentina  | 131        | 7          |                 | 7               | 0               |                    | -                  | -                  |             | -           | -           | 138    | 7      |
| ago. 2021-2022     | Betis              | PD                 | 23         | 1          | CR              | 4               | 0               | UEL                | 7                  | 0                  | -           | -           | -           | 34     | 1      |
| 2022-2023          | Betis              | PD                 | 31         | 0          | CR              | 1               | 0               | UEL                | 6                  | 0                  | SS          | 1           | 0           | 39     | 0      |
| 2023-2024          | Betis              | PD                 | 32         | 1          | CR              | 1               | 0               | UEL+UECL           | 6+1                | 0+0                | -           | -           | -           | 40     | 1      |
| Totale Betis       | Totale Betis       | Totale Betis       | 147        | 6          |                 | 11              | 0               |                    | 20                 | 0                  |             | 1           | 0           | 179    | 5      |
| ago.-dic. 2024     | River Plate        | PD                 | 10         | 0          | CA+CdL          | -               | -               | CL                 | 6                  | 1                  | -           | -           | -           | 16     | 1      |
| 2025               | River Plate        | PD                 | 16+1       | 0          | CA              | 1               | 0               | CL                 | 5                  | 0                  | SI+CmC      | 1+2         | 0           | 26     | 0      |
| Totale River Plate | Totale River Plate | Totale River Plate | 69+1       | 2+0        |                 | 10              | 1               |                    | 28                 | 3                  |             | 4           | 0           | 112    | 6      |
| Totale carriera    | Totale carriera    | Totale carriera    | 348        | 15         |                 | 28              | 1               |                    | 48                 | 3                  |             | 5           | 0           | 429    | 19     |

### Cronologia presenze e reti in nazionale
| Cronologia completa delle presenze e delle reti in nazionale ― Argentina | Cronologia completa delle presenze e delle reti in nazionale ― Argentina | Cronologia completa delle presenze e delle reti in nazionale ― Argentina | Cronologia completa delle presenze e delle reti in nazionale ― Argentina | Cronologia completa delle presenze e delle reti in nazionale ― Argentina | Cronologia completa delle presenze e delle reti in nazionale ― Argentina | Cronologia completa delle presenze e delle reti in nazionale ― Argentina | Cronologia completa delle presenze e delle reti in nazionale ― Argentina |
| Data                                                                     | Città                                                                    | In casa                                                                  | Risultato                                                                | Ospiti                                                                   | Competizione                                                             | Reti                                                                     | Note                                                                     |
| ------------------------------------------------------------------------ | ------------------------------------------------------------------------ | ------------------------------------------------------------------------ | ------------------------------------------------------------------------ | ------------------------------------------------------------------------ | ------------------------------------------------------------------------ | ------------------------------------------------------------------------ | ------------------------------------------------------------------------ |
| 11-11-2017                                                               | Mosca                                                                    | Russia                                                                   | 0 – 1                                                                    | Argentina                                                                | Amichevole                                                               | -                                                                        |                                                                          |
| 14-11-2017                                                               | Krasnodar                                                                | Argentina                                                                | 2 – 4                                                                    | Nigeria                                                                  | Amichevole                                                               | -                                                                        | 80’                                                                      |
| 7-9-2018                                                                 | Los Angeles                                                              | Argentina                                                                | 3 – 0                                                                    | Guatemala                                                                | Amichevole                                                               | -                                                                        | 56’                                                                      |
| 12-9-2018                                                                | East Rutherford                                                          | Colombia                                                                 | 0 – 0                                                                    | Argentina                                                                | Amichevole                                                               | -                                                                        | 31’                                                                      |
| 11-10-2018                                                               | Riad                                                                     | Argentina                                                                | 4 – 0                                                                    | Iraq                                                                     | Amichevole                                                               | 1                                                                        | cap.                                                                     |
| 16-10-2018                                                               | Gedda                                                                    | Brasile                                                                  | 1 – 0                                                                    | Argentina                                                                | Amichevole                                                               | -                                                                        |                                                                          |
| 26-3-2019                                                                | Tangeri                                                                  | Marocco                                                                  | 0 – 1                                                                    | Argentina                                                                | Amichevole                                                               | -                                                                        | cap.                                                                     |
| 15-6-2019                                                                | Salvador                                                                 | Argentina                                                                | 0 – 2                                                                    | Colombia                                                                 | Coppa America 2019 - 1º turno                                            | -                                                                        |                                                                          |
| 19-6-2019                                                                | Belo Horizonte                                                           | Argentina                                                                | 1 – 1                                                                    | Paraguay                                                                 | Coppa America 2019 - 1º turno                                            | -                                                                        |                                                                          |
| 23-6-2019                                                                | Porto Alegre                                                             | Qatar                                                                    | 0 – 2                                                                    | Argentina                                                                | Coppa America 2019 - 1º turno                                            | -                                                                        | 85’                                                                      |
| 28-6-2019                                                                | Rio de Janeiro                                                           | Venezuela                                                                | 0 – 2                                                                    | Argentina                                                                | Coppa America 2019 - Quarti di finale                                    | -                                                                        |                                                                          |
| 2-7-2019                                                                 | Belo Horizonte                                                           | Brasile                                                                  | 2 – 0                                                                    | Argentina                                                                | Coppa America 2019 - Semifinale                                          | -                                                                        |                                                                          |
| 6-7-2019                                                                 | San Paolo                                                                | Argentina                                                                | 2 – 1                                                                    | Cile                                                                     | Coppa America 2019 - Finale 3º posto                                     | -                                                                        | 57’                                                                      |
| 13-10-2019                                                               | Elche                                                                    | Argentina                                                                | 6 – 1                                                                    | Ecuador                                                                  | Amichevole                                                               | 1                                                                        | cap. 61’ 82’                                                             |
| 15-11-2019                                                               | Riyad                                                                    | Brasile                                                                  | 0 – 1                                                                    | Argentina                                                                | Amichevole                                                               | -                                                                        |                                                                          |
| 18-11-2019                                                               | Tel Aviv                                                                 | Argentina                                                                | 2 – 2                                                                    | Uruguay                                                                  | Amichevole                                                               | -                                                                        |                                                                          |
| 8-6-2021                                                                 | Barranquilla                                                             | Colombia                                                                 | 2 – 2                                                                    | Argentina                                                                | Qual. Mondiali 2022                                                      | -                                                                        | 64’ 74’                                                                  |
| 18-6-2021                                                                | Brasilia                                                                 | Argentina                                                                | 1 – 0                                                                    | Uruguay                                                                  | Coppa America 2021 - 1º turno                                            | -                                                                        | 90+3’                                                                    |
| 21-6-2021                                                                | Brasilia                                                                 | Argentina                                                                | 1 – 0                                                                    | Paraguay                                                                 | Coppa America 2021 - 1º turno                                            | -                                                                        |                                                                          |
| 28-6-2021                                                                | Cuiabá                                                                   | Bolivia                                                                  | 1 – 4                                                                    | Argentina                                                                | Coppa America 2021 - 1º turno                                            | -                                                                        |                                                                          |
| 3-7-2021                                                                 | Goiânia                                                                  | Argentina                                                                | 3 – 0                                                                    | Ecuador                                                                  | Coppa America 2021 - Quarti di finale                                    | -                                                                        |                                                                          |
| 6-7-2021                                                                 | Brasilia                                                                 | Argentina                                                                | 1 – 1 dts (3 – 2 dtr)                                                    | Colombia                                                                 | Coppa America 2021 - Semifinale                                          | -                                                                        | 90+1’                                                                    |
| 10-7-2021                                                                | Rio de Janeiro                                                           | Argentina                                                                | 1 – 0                                                                    | Brasile                                                                  | Coppa America 2021 - Finale                                              | -                                                                        | 79’                                                                      |
| 2-9-2021                                                                 | Caracas                                                                  | Venezuela                                                                | 1 – 3                                                                    | Argentina                                                                | Qual. Mondiali 2022                                                      | -                                                                        |                                                                          |
| 9-9-2021                                                                 | Buenos Aires                                                             | Argentina                                                                | 3 – 0                                                                    | Bolivia                                                                  | Qual. Mondiali 2022                                                      | -                                                                        |                                                                          |
| 16-11-2021                                                               | San Juan                                                                 | Argentina                                                                | 0 – 0                                                                    | Brasile                                                                  | Qual. Mondiali 2022                                                      | -                                                                        | 53’ 59’                                                                  |
| 1-2-2022                                                                 | Córdoba                                                                  | Argentina                                                                | 1 – 0                                                                    | Colombia                                                                 | Qual. Mondiali 2022                                                      | -                                                                        |                                                                          |
| 25-3-2022                                                                | Buenos Aires                                                             | Argentina                                                                | 3 – 0                                                                    | Venezuela                                                                | Qual. Mondiali 2022                                                      | -                                                                        |                                                                          |
| 1-6-2022                                                                 | Londra                                                                   | Italia                                                                   | 0 – 3                                                                    | Argentina                                                                | Coppa dei Campioni CONMEBOL-UEFA 2022                                    | -                                                                        | 85’                                                                      |
| 5-6-2022                                                                 | Pamplona                                                                 | Argentina                                                                | 5 – 0                                                                    | Estonia                                                                  | Amichevole                                                               | -                                                                        |                                                                          |
| 24-9-2022                                                                | Miami Gardens                                                            | Argentina                                                                | 3 – 0                                                                    | Honduras                                                                 | Amichevole                                                               | -                                                                        | 65’                                                                      |
| 16-11-2022                                                               | Abu Dhabi                                                                | Emirati Arabi Uniti                                                      | 0 – 5                                                                    | Argentina                                                                | Amichevole                                                               | -                                                                        | 46’                                                                      |
| 30-11-2022                                                               | Doha                                                                     | Polonia                                                                  | 0 – 2                                                                    | Argentina                                                                | Mondiali 2022 - 1º turno                                                 | -                                                                        | 79’                                                                      |
| 9-12-2022                                                                | Lusail                                                                   | Paesi Bassi                                                              | 2 – 2 dts (3 – 4 dtr)                                                    | Argentina                                                                | Mondiali 2022 - Quarti di finale                                         | -                                                                        | 78’ 112’                                                                 |
| 18-12-2022                                                               | Lusail                                                                   | Argentina                                                                | 3 – 3 dts (4 – 2 dtr)                                                    | Francia                                                                  | Mondiali 2022 - Finale                                                   | -                                                                        | 116’                                                                     |
| 23-3-2023                                                                | Buenos Aires                                                             | Argentina                                                                | 2 – 0                                                                    | Panama                                                                   | Amichevole                                                               | -                                                                        |                                                                          |
| 28-3-2023                                                                | Santiago del Estero                                                      | Argentina                                                                | 7 – 0                                                                    | Curaçao                                                                  | Amichevole                                                               | -                                                                        |                                                                          |
| 15-6-2023                                                                | Pechino                                                                  | Argentina                                                                | 2 – 0                                                                    | Australia                                                                | Amichevole                                                               | 1                                                                        | 46’                                                                      |
| 19-6-2023                                                                | Giacarta                                                                 | Indonesia                                                                | 0 – 2                                                                    | Argentina                                                                | Amichevole                                                               | -                                                                        | cap.                                                                     |
| 17-10-2023                                                               | Lima                                                                     | Perù                                                                     | 0 – 2                                                                    | Argentina                                                                | Qual. Mondiali 2026                                                      | -                                                                        | 46’                                                                      |
| 26-3-2024                                                                | Los Angeles                                                              | Argentina                                                                | 3 – 1                                                                    | Costa Rica                                                               | Amichevole                                                               | -                                                                        | 82’                                                                      |
| 29-6-2024                                                                | Miami Gardens                                                            | Argentina                                                                | 2 – 0                                                                    | Perù                                                                     | Coppa America 2024 - 1º turno                                            | -                                                                        | 83’                                                                      |
| 10-10-2024                                                               | Maturín                                                                  | Venezuela                                                                | 1 – 1                                                                    | Argentina                                                                | Qual. Mondiali 2026                                                      | -                                                                        | 90+4’                                                                    |
| Totale                                                                   |                                                                          | Presenze                                                                 | 43                                                                       |                                                                          | Reti                                                                     | 3                                                                        |                                                                          |

## Palmarès

### Club

#### Competizioni nazionali
- Primera B Nacional: 1

River Plate: 2011-2012
- Campionato argentino: 1

River Plate: Final 2014
- Copa Campeonato: 1

River Plate: 2013-14
- Coppa di Spagna: 1

Betis: 2021-2022

#### Competizioni internazionali
- Coppa Sudamericana: 1

River Plate: 2014
- Recopa Sudamericana: 1

River Plate: 2015

### Nazionale
- Coppa America: 2

Brasile 2021, Stati Uniti 2024
- Coppa dei Campioni CONMEBOL-UEFA: 1

Finalissima 2022
- Campionato mondiale: 1

Qatar 2022